# Maria Antonietta, regina di Francia
Maria Antonietta, regina di Francia (Marie-Antoinette reine de France) è un film del 1955 diretto da Jean Delannoy e interpretato da Michèle Morgan nel ruolo della protagonista.
Il film tratta della vita della regina Maria Antonietta, chiamata con sprezzo dal popolo l'Austriaca. La figura di Maria Antonietta, all'interno del film, appare sensibile, superba nel suo splendore e fragile nella sua intimità, divisa tra la fedeltà dovuta al marito Luigi XVI e alla passione nutrita per il conte Fersen.

## Distribuzione
Il film fu presentato in concorso al Festival di Cannes 1956.

## Critica
Secondo la storica francese Evelyne Lever, esperta del personaggio e del suo tempo, il film offre una figura piuttosto realistica di Maria Antonietta.